# Epaminondas (juego)
Epaminondas es un juego abstracto creado por Robert Abbott en 1975. Es una versión ampliada y mejorada del juego 'Crossings' del mismo creador, publicado en 'A Gamut of Games', el libro de juegos de Sid Sackson. Es jugado por dos jugadores en un tablero de 12x14 cm. Cada jugador dispone de 28 piezas de color diferente a las del contrario.
El concepto de claridad aplicado a un juego abstracto significa la facilidad con que los jugadores pueden ver cómo va la partida, cuáles son las posiciones fuertes, dónde existen debilidades, qué piezas están amenazadas y, en general, la transparencia con que se manifiesta la estructura del propio juego. Según su autor, esta es la mayor virtud (y no la única) del juego Epaminondas, llamada así en honor del famoso general tebano a quien se atribuye la invención de la formación militar denominada falange.
La siguiente figura muestra la colocación inicial de las fichas.
Los jugadores alternan sus turnos para jugar.
Hay dos posibilidades básicas de movimiento: o mover una ficha sola como el rey en el ajedrez (es decir, a una cualquiera de las ocho casillas adyacentes que esté desocupada), o mover dos o más fichas a la vez, siempre que constituyan una falange.
Una falange es un alineamiento de fichas del mismo bando, contiguas, situadas en una misma línea horizontal, vertical o diagonal; puede desplazarse en esa misma línea de formación (hacia adelante o hacia atrás) tantas casillas como fichas contiene, como máximo. Cuando una falange se mueve, las fichas que la forman deben desplazarse manteniendo sus posiciones relativas, una tras otra, siempre en la dirección original de la falange y sin poder pasar sobre ninguna casilla ocupada. Puede moverse solo parte de una falange, pero nunca más casillas que fichas de la misma se desplazan.
Si en su movimiento la primera ficha de una falange llega a una casilla ocupada por una pieza enemiga, se detiene en ella inmediatamente y la ficha enemiga es capturada y retirada del tablero. Si esta ficha contraria fuera la primera de una falange enemiga de menor longitud que la atacante y situada en la misma línea de movimiento, sería capturada la falange completa. 
Una falange no puede capturar falanges enemigas de longitud igual o mayor a ella misma; por tanto, una ficha sola (que puede ser considerada como una falange mínima) no puede en ningún caso capturar.
Una misma ficha puede pertenecer a la vez a varias falanges.
El objetivo del juego es llegar a tener en la última fila del tablero (que es la primera del enemigo) más fichas propias que las que el contrario tenga en nuestra primera fila al comienzo de un turno propio.
1. ↑  Sackson, Sid (1982). A gamut of games (en inglés) (2ª edición). Hutchinson & co. p. 46-53. ISBN 0091533414.

- Datos: Q1060669